# Calafat
Calafat là một đô thị thuộc hạt Dolj, România. Dân số thời điểm năm 2002 là 18890 người.